# Жабня (приток Шоши)
Жабня — река в России, протекает по территории Зубцовского района Тверской области. Устье реки находится в 109 км по левому берегу реки Шоши. Длина реки составляет 31 км, площадь водосборного бассейна 108 км².

## Данные водного реестра
По данным государственного водного реестра России относится к Верхневолжскому бассейновому округу, водохозяйственный участок реки — Волга от города Тверь до Иваньковского гидроузла (Иваньковское водохранилище), речной подбассейн реки — бассейны притоков (Верхней) Волги до Рыбинского водохранилища. Речной бассейн реки — (Верхняя) Волга до Куйбышевского водохранилища (без бассейна Оки).
Код объекта в государственном водном реестре — 08010100712110000002466.